# خلات أبيراتيرون
خلات أبيراتيرون (بالإنجليزية: Abiraterone acetate)‏ هو دواء يستخدم لعلاج سرطان البروستاتا وتشمل الآثار الجانبية الشائعة الإعياء، التقيؤ، الصداع، آلام المفاصل، ارتفاع ضغط الدم، تورم، انخفاض البوتاسيوم في الدم، ارتفاع نسبة السكر في الدم، الهبات الساخنة، الإسهال، السعال.

## الاستخدامات الطبية
يتم استخدام خلات أبيراتيرون مع بريدنيزون، كعلاج لسرطان البروستاتا. 

## روابط خارجية
- "خلات أبيراتيرون". بوابة المعلومات الدوائية. المكتبة الوطنية الأمريكية للطب. مؤرشف من الأصل في 2020-11-27.